# 이재숙 (언론인)
이재숙(李在淑, 1962년 1월 12일 ~ )은 대한민국의 KBS 보도본부 기자이다.

## 학력
- 1982년 : 이화여자대학교 영어영문학과 학사

## 경력
- 1984년 10월 : KBS 공채 11기 기자 입사
- KBS 스포츠부 기자
- KBS 경제부 기자
- KBS 건강과학부 기자
- KBS 국제부 기자
- KBS 문화과학부장
- 2016년 : KBS 보도본부 디지털뉴스국 국장
- 2013년 : KBS 시청자국 국장
- 2011년 : KBS 시청자사업부 부장
- 2010년 : KBS 문화과학부 부장
- 2007년 : 관훈클럽 감사
- 2006년 : 한국여기자협회 부회장
- 2025년 8월 ~ : KBS N 대표이사 사장

## 수상
- 1992년 : 방송기자클럽 보도상

## 진행

### 과거 텔레비전
- 경제전망대 경제데스크 (KBS 1TV)
- 경제투데이 경제데스크 (KBS 2TV)